# Energy (dancefeest)

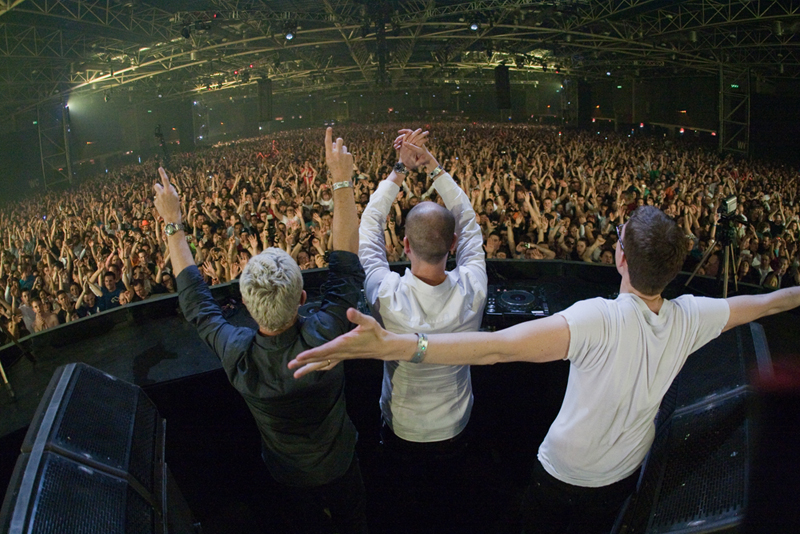
Above & Beyond op Trance Energy 2010

Energy, tot 2011 bekend als Trance Energy, is een Nederlands dancefeest rond het thema Trance dat jaarlijks wordt gehouden in de Jaarbeurs in Utrecht en waar momenteel ongeveer 30.000 bezoekers naartoe komen. Veel geziene dj's op dit feest zijn onder meer DJ Jean, Ferry Corsten, Johan Gielen, Marco V en Marcel Woods.
Trance Energy was het eerste dansfeest dat op een dergelijke manier werd georganiseerd. Het was namelijk een samenwerking tussen Radio 538, videoclipstation TMF en ID&T. TMF trok zich na een paar jaar uit het project terug. In 2006 wilde ID&T de 13e editie zonder vaste partner Radio 538 organiseren, maar met het eigen Slam!FM in plaats daarvan. Dit leidde bijna tot een rechtszaak, maar uiteindelijk werd overeengekomen pas vanaf de 14e editie het festijn zonder Radio 538 te organiseren. Sinds 2009 kent Trance Energy geen mediapartners meer en wordt het alleen door ID&T georganiseerd.
De eerste, nog relatief kleinschalige, feesten (minder dan 10.000 bezoekers) werden om het half jaar gehouden. Het eerste jaar kende zelfs drie edities. Anderhalf jaar na de eerste editie werd Trance Energy voor het eerst op een grotere locatie gehouden, namelijk Thialf Heerenveen (maximaal 20.000 bezoekers). Een half jaar later vond het plaats in de Jaarbeurs in Utrecht (maximaal 30.000 bezoekers). Deze twee locaties wisselden elkaar af totdat de 9e editie in Thialf niet uitverkocht raakte. Sindsdien wordt het evenement één keer per jaar, rond april, in Utrecht gehouden.
In 2010 onderging Trance Energy een naamsverandering: de naam werd verkort tot Energy. De eerste editie hiervan werd gehouden op 19 februari 2011.
In 2017 keerde het festijn weer terug op het eveneens door ID&T georganiseerde Tomorrowland in België. Het vond plaats op 21 juli., in 2018 is Trance Energy weer op zowel Tomorrowland als Mysteryland met een eigen stage aanwezig.
| Editie | Datum      | Accommodatie             | Plaats         | Headliners | Thema                                                | Externe link/opmerking |
| ------ | ---------- | ------------------------ | -------------- | --- | ---------------------------------------------------- | ---------------------- |
| 1      | 29-4-1999  | Beursgebouw              | Eindhoven      | ATB, Cross, DJ Jean, Marco V, Tiësto | Cygnus X - The Orange Theme                          |                        |
| 2      | 30-10-1999 | Statenhal                | Den Haag       | |                                                      |                        |
| 3      | 31-12-1999 | Beursgebouw              | Eindhoven      | Tiësto | Millenniumwisseling                                  | (als Energy 2000)      |
| 4      | 29-4-2000  | Beursgebouw              | Eindhoven      | Johan Gielen, Marco V, Cross, Jowan (Winner DJ Contest), Ferry Corsten, DJ Jean |                                                      |                        |
| 5      | 30-9-2000  | Thialf                   | Heerenveen     | Mark Spoon, Rank 1, Yves Deruyter, Marco V, Johan Gielen, Astrid | Svenson & Gielen - The Beauty of Silence             |                        |
| 6      | 17-2-2001  | Jaarbeurs                | Utrecht        | ATB, Mauro Picotto, Rank 1, Safri Duo, Push, Mark Spoon, DJ Jean, Johan Gielen | Push - Strange World                                 |                        |
| 7      | 20-10-2001 | Thialf                   | Heerenveen     | Judge Jules, Klubbheads, Johan Gielen, Mario Più, Scott Bond, DJ Cross | Svenson & Gielen - Twisted                           |                        |
| 8      | 16-2-2002  | Jaarbeurs                | Utrecht        | Blank & Jones, Cosmic Gate, Alex M.O.R.P.H., DJ Jean, Johan Gielen, Rank 1, Kai Tracid, Yves Deruyter, Francois, Bas & Ram | Svenson & Gielen - We know what You did              |                        |
| 9      | 21-9-2002  | Thialf                   | Heerenveen     | Dumonde, Bas & Ram, Blank & Jones, Johan Gielen, DJ Joop, Johan Gielen, Astrid | Svenson & Gielen - Answer the Question               |                        |
| 10     | 15-2-2003  | Jaarbeurs                | Utrecht        | (mainstage) ; Tomcraft, Johan Gielen, Cosmic Gate, DJ Joop, Dj Jean, DJ José, DJ Jurgen G-Spott, Jochen Miller (hardstage) ; Bas & Ram, Charly Lownoise, Cor Fijneman, Kai Tracid, Marcel Woods | Cygnus X - Positron                                  |                        |
| 11     | 31-1-2004  | Jaarbeurs                | Utrecht        | (mainstage) ; Ferry Corsten, Johan Gielen, Marcel Woods, Misja Helsloot, Rank 1 (clubstage) ; DJ Jean, Jochen Miller, DJ José, G-Spott (hardstage) ; Cosmic Gate, DJ Joop, Mark Norman, Pavo | Svenson - Sunlight Theory                            |                        |
| 12     | 12-2-2005  | Jaarbeurs                | Utrecht        | (mainstage) ; Armin van Buuren, Eddie Halliwell, Ferry Corsten, Judge Jules, Johan Gielen, Yoji Biomehanika, Rank 1(madhousestage) ; Randy Katana, G-Spott, Dj Jurgen, Jochen Miller, Dj Jean (Inchargestage) ; M.I.K.E, Marco V | Rank 1 - Beats@Rank-1 Dotcom                         |                        |
| 13     | 11-2-2006  | Jaarbeurs                | Utrecht        | (mainstage) ; Above & Beyond, Scot Project, Marcel Woods, Armin van Buuren, Cor Fijneman, Mark Norman, Ernesto vs Bastian, Push, Ronald van Gelderen (Armada stage) ; M.I.K.E, Markus Schulz, Matthew Dekay, Ronald Klinkenberg, Perry O'Neill (madhousestage) ; Dj Jean, 4 strings, Randy Katana | Marcel Woods - Advanced                              |                        |
| 14     | 03-3-2007  | Jaarbeurs                | Utrecht        | (mainstage) ; Paul Oakenfold, Sander van Doorn, DJ Joop, Marcel Woods, Johan Gielen, Cosmic Gate, Markus Schulz (clubstage) ; Ron van den Beuken, DJ Jean, Rank 1, Jochen Miller, Randy Katana (hardstage) ; Bas & Ram, Scot Project, Yves Deruyter, Francois (futurestage) ; Menno de Jong, Cor Fijneman, Mark Norman, Ronald van Gelderen | DJ Joop - The Future                                 |                        |
| 15     | 23-2-2008  | Jaarbeurs                | Utrecht        | (mainstage) ; Tiësto, Kyau & Albert, Mark Sherry, Ferry Corsten, Marco V, Sander van Doorn (hardstage/high contrast) ; Sied van Riel, Jochen Miller, Ronald van Gelderen, Alex M.O.R.P.H, Nic Chagall, Marcel Woods, Ernesto vs Bastian, Rank 1 (clubstage) ; DJ Jean, Roy Gates | Ernesto vs. Bastian - Thrill                         |                        |
| 16     | 07-3-2009  | Jaarbeurs                | Utrecht        | (mainstage) ; Paul van Dyk, Marcel Woods, John O'Callaghan, Fausto, Armin van Buuren (Classics) ; Bas & Ram, Johan Gielen, Scot Project, Yves deRuyter (High contrast) ; Jochen Miller, Joop!, Rank 1, Judge Jules (future) ;Re-Ward, Cliff Coenraad, Aly & Fila, Marcus Schössow, Simon Patterson | Rank 1 - L.E.D. There Be Light                       |                        |
| 17     | 03-4-2010  | Jaarbeurs                | Utrecht        | (mainstage) ; Above & beyond, Markus Schulz, Sander Van Doorn, Gareth Emery, Simon Patterson & Sean Tyas, BT, Nic Chagall, Armin van Buuren (Hard stage) ; Scot Project, Kamui, Proteus, Dave 202, Artento Divini & Fausto, Alex Kidd, Mark Sherry, Ernesto vs Bastian (High contrast) ; Marco V, Cosmic Gate, Andy Moor, Richard Durand, Sied Van Riel, Jochen Miller, Cliff Coenraad (future) ; W&W, Dash Berlin, Daniel Wanrooy, Super8 & TAB, Ferry Tayle, Daniel Kandi, Arnej | Sander Van Doorn - Renegade                          |                        |
| 18     | 19-2-2011  | Jaarbeurs                | Utrecht        | (CONNECT) ; Ferry Corsten, ATB, Simon Patterson, Jochen Miller, Kutski, Lange, Airbase (EXECUTE) ; Eddie Halliwell, Marco V, Sander Kleinenberg, Tocadisco, Wolfgang Gartner, AN21, Hardwell (PLAY) ; Tiësto, Sander van Doorn, Avicii, Moguai, Wippenberg | Jochen Miller - Classified                           | (als Energy)           |
| 19     | 03-3-2012  | Jaarbeurs                | Utrecht        | | Hardwell - Cobra                                     | (als Energy)           |
| 20     | 02-3-2013  | Ziggo dome               | Amsterdam      | | Sunnery James & Ryan Marciano, Jaz Von D - Firefaces | (als Energy)           |
| 21     | 21-07-2017 | Tomorrowland, De Schorre | Boom           | Cosmic Gate, Ferry Corsten, Gareth Emery, Johan Gielen, Marco V, Markus Schulz, Paul van Dyk, Svenson & Gielen | -                                                    | (als Trance Energy)    |
| 22     | 22-07-2018 | Tomorrowland, De Schorre | Boom           | Alpha9, Aly & Fila, Ben Nicky, Cosmic Gate, Fast Distance, John O'Callaghan, Jordan Suckley, Markus Schulz, Paul van Dyk | -                                                    | (als Trance Energy)    |
| 23     | 25-08-2018 | Mysteryland, Floriade    | Haarlemmermeer | Aly & Fila, Ciaran McAuley , Cosmic Gate, Evan Kendricks , Ferry Corsten, Marco V, Markus Schulz, Paul van Dyk, Rank 1, ReOrder, Rodg | -                                                    | (als Trance Energy)    |